# Chiesa di San Salvatore (Matera)
La chiesa di San Salvatore, detta anche Santuario di Dio Salvatore, è sita a Timmari, località del Comune di Matera a circa 13 km dal centro abitato della città.

## Storia
Nell'XI secolo era presente un monastero denominato San Nicola de Timaris. Dal 1310 divenne un Monastero Benedettino dedicato al Santissimo Salvatore. La Chiesa insieme ad un locale sconsacrato ed alla torre campanaria con feritoia è l'unica struttura ancora presente dopo l'abbandono del monastero dei monaci benedettini.
Per evitare che la Chiesa andasse in rovina l'Arcivescovo di Acerenza e Matera monsignor Lanfreschi nel XVIII secolo affidò alla Confraternità del Confalone l'obbligo di gestire ed abbellire la chiesa chiamando sacerdoti al fine di celebrarvi liturgie solenni. Nel 1754 ebbe luogo il restauro della facciata esterna con arco a sesto acuto ed un campanile a vela.
L'ultimo restauro è avvenuto sotto la supervisione della Soprintendenza ai Monumenti della Basilicata. Quest'ultima nel 2001 la consegnò alla parrocchia San Vincenzo de' Paoli del Borgo La Martella. Il parroco Don Egidio Casarola la aprì al culto commissionando l'arredo liturgico (ambone, sedia presidenziale, croce, acquasantiera) all'artista materano Franco Di Pede. La chiesa fu benedetta a settembre 2001 dall'arcivescovo Antonio Ciliberti.

## Descrizione
La Chiesa ha una struttura caratterizzata da una muratura portante in tufo e pietra lasciata a vista. Il tetto è a doppia falda con manto di copertura in Coppi.
L'interno è in tufo a vista e pavimentazione in cotto antico. La Chiesa è ad una sola navata e presenta affreschi settecenteschi.
Nell'abside è collocato l'affresco del Cristo raffigurato tra la Vergine Maria a sinistra e San Giovanni Battista sulla destra. Lo stile artistico non è assolutamente riconducibile allo stile bizantino, tuttavia il tema iconografico dei Santi rappresentati è diffuso in oriente ed è conosciuto con il termine greco di Deesis.
A sinistra del presbiterio si staglia su un pilastro l'affresco dell'Arcangelo Raffaele con Tobia, infine sul lato destro è raffigurata l'immagine di un vescovo ed è collocato un passaggio che introduce nella sacrestia.
Sulla pavimentazione della chiesa risalta invece una passerella di mattoni decorati che termina all'altare.
Don Egidio Casarola, parroco di La Martella fino al 2020, ha concesso allo Studio Arti Visive, diretto dall'artista materano Franco Di Pede, la possibilità di utilizzare il locale non consacrato adiacente alla chiesa, detto Camerona o Camerone, a scopi culturali. Attualmente ospita una mostra permanente di arte contemporanea con sculture ed opere grafiche realizzate da oltre 50 artisti.
La chiesa all'esterno è in muratura portante e pietra, localmente ed impropriamente chiamato tufo, a vista con doppia copertura a doppia falda
Sulla porta di accesso, restaurata dal prof.Massimo Bertolini, c'è una finestrella a forma di croce ed un campanile. La croce è in stile greco, ciò potrebbe essere legato alla presenza di un Ordine Templare. A Matera infatti vi sono numerosi luoghi di culto ricondotti agli Ordini templari.

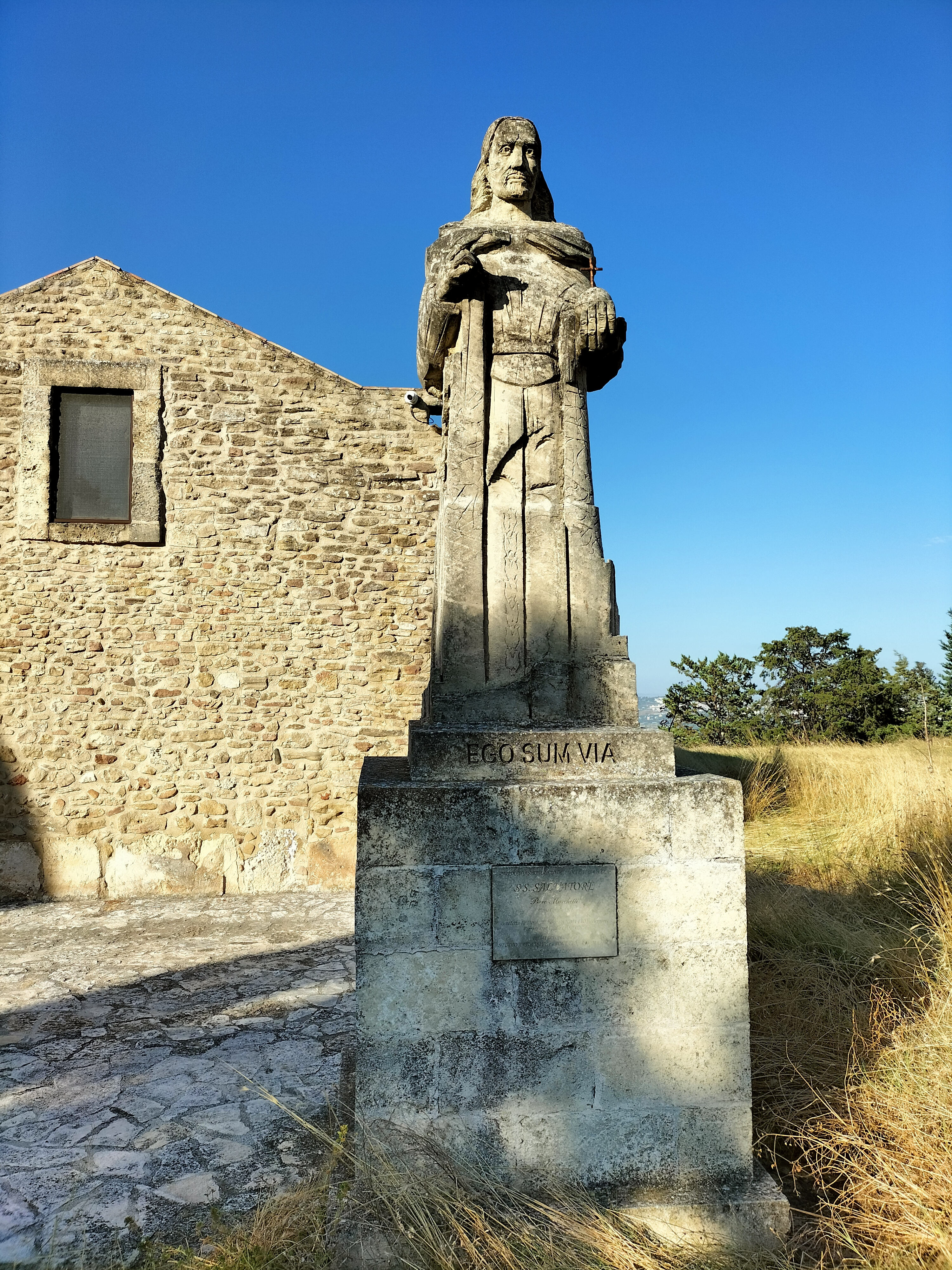
Cristo Salvatore

Innanzi alla chiesa è posta la Statua in tufo del Cristo Salvatore, installata e benedetta nel 2009 dal vescovo di Acerenza monsignor Michele Scandiffio. Il materiale è stato fornito delle Cave di tufo di Montescaglioso e l'opera è stata realizzata da Pietro Marchetti docente dell'Accademia di Belle Arti di Carrara. La scultura in tufo è alta complessivamente 417 centimetri. La statua raffigurante il Santissimo Salvatore è alta 267 cm. Il volto del Cristo presenta i caratteri della passione, con lo sguardo rivolto verso chi arriva. In basso è posta la scritta EGO SUM VIA (Gv 14,6).
Lungo il percorso di 2 km che porta alla chiesa si svolge la Via Lucis attraverso la quale i fedeli ricordano l'evento centrale della fede ossia la Risurrezione di Cristo e la loro condizione di discepoli. Nel 2010 sono state piantate 14 stazioni, ciascuna con una formella in tufo della dimensione 60x60x10 cm.

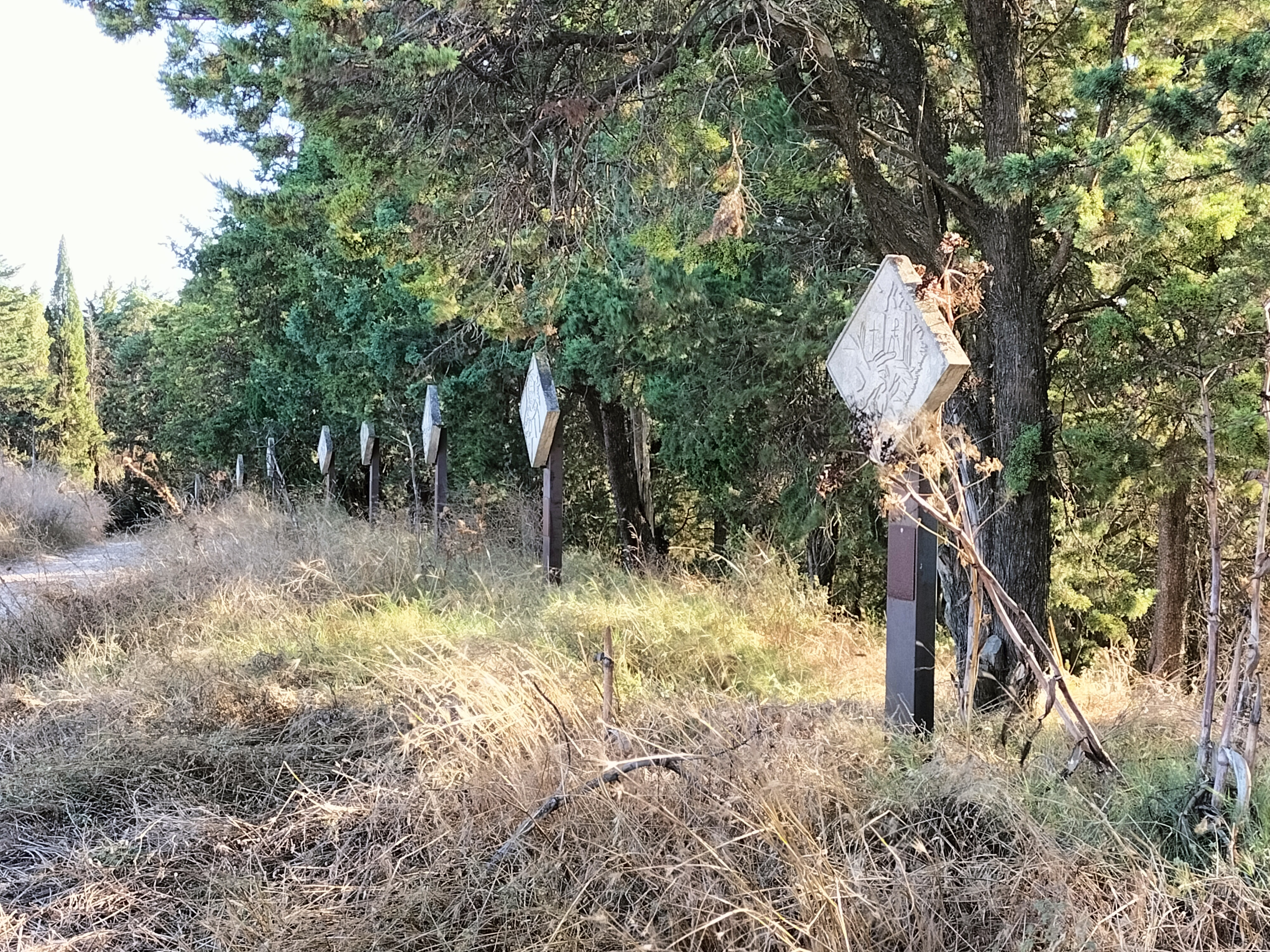
Via Lucis del colle Timmari

Queste raffigurano gli eventi più importanti del Cristo Risorto: Gesù in cammino con i discepoli di Emmaus, manifestazione a Emmaus allo spezzare del pane, Gesù risorto appare ai discepoli, Gesù dà agli apostoli il potere di rimettere i peccati, Gesù risorto conferma la fede di Tommaso, Gesù risorto appare agli apostoli presso il lago di Tiberiade, Gesù conferisce il primato a Pietro, Gesù risorto affida agli apostoli la missione di predicare il Vangelo.
Gesù risorto sale al cielo, gli apostoli con Maria attendono nel cenacolo lo Spirito Santo, Gesù invia sugli apostoli lo Spirito Santo. Sono state realizzate da giovani artisti diretti dallo Studio Arti Visive di Matera sulla base dei bozzetti forniti da Maria Jannelli e Renato Galbusera, docenti dell'Accademia di Brera.
La benedizione della Via Lucis è avvenuta nel 2011 ad opera del vescovo di Matera monsignor Salvatore Ligorio in presenza delle autorità locali.
La statua del Cristo Salvatore è stata distrutta il 29 agosto 2023 da un mezzo pesante. . Successivamente i Carabinieri di Matera hanno identificato gli autori e la statua è in restauro 

## Festa del Dio Salvatore
La seconda domenica del mese di settembre ha luogo la Festa del Dio Salvatore introdotta nel 1839 dalla Confraternita di San Salvatore anticamente chiamata Confraternità del Confalone.
Nella giornata la statua di San Salvatore è portata in processione per le vie del colle. Con la festa Timmari è animata da manifestazioni locali tradizionali. 
Il "ballo dello stendardo" della Confraternita coinvolge diversi "portatori" ognuno dei quali gareggia tenendo in piedi in equilibrio tra i denti, a ritmo dei tamburi, un palo di oltre 6 metri di altezza sui cui è allocato lo “stendardo”, ossia il gonfalone di Dio Salvatore. L'antichissimo stendardo è custodito dai pochissimi anziani ancora presenti nel colle disabitato.
Il ballo dello stendardo ha lo scopo di augurare simbolicamente il risveglio della natura e la sua fecondità.
Durante la festa ha anche luogo il gioco del palo della cuccagna.